# 드미트리 포포노프
드미트리 알렉산드로비치 포포노프(러시아어: Дми́трий Алекса́ндрович Фо́фонов, 1976년 8월 15일 ~ )는 카자흐스탄의 자전거 경기 선수이다. 1998년에 국가대표가 되어 활동했으며, 이듬해에 프로 선수가 되어 활동했다. UCI 프로팀과 크레디 아그리콜 등지에서 뛰었으며, 2008년에 헵타미놀 복용이 발각되어 사이클계에서 추방되었으나 2010년에 카자흐스탄 사이클팀인 아스타나를 통해 복귀하여 그 곳에서 선수 생활을 마쳤다.